# André Bordigoni
André Bordigoni, né le 19 mars 1909 à Lancy (Genève), mort le 12 octobre 1980 à Alba en Italie, est un architecte suisse, originaire du canton des Grisons (Grono), actif à Genève. Il est le fils de l'architecte Alexandre Bordigoni (de) (1865-1941) et le père de l'architecte Didier Bordigoni (1942-2017).

## Biographie
Après des études d'architecture à l'École polytechnique fédérale de Zurich (EPFZ), où il obtient le diplôme d’architecte en 1932, il achève sa formation auprès de son père, l'architecte Alexandre Bordigoni. S'inscrivant dans la mouvance du groupe de Saint-Luc et proche du peintre Alexandre Cingria, il joue un rôle essentiel dans l'édification de l'architecture sacrée en Suisse romande dans les années 1950-1960. À Genève, dans la commune de Lancy, où il réside, il construit, avec Armand Chapatte, l'église du Christ-Roi, ultime manifestation du groupe de Saint-Luc, laquelle est achevée en 1952. Il construit aussi, à Vernier (Genève), l'église Saint-Pie X (en association avec Albert Cingria, fils d'Alexandre Cingria, 1962) et au Petit-Saconnex (Genève), le centre paroissial Jean XXIII (avec Didier Bordigoni et Robert Fleury, 1979).
On lui doit aussi, à Genève, le « nouveau quartier de Vermont » (1952), en collaboration avec Jean Gros et Antoine de Saussure, "ensemble d'une très grande cohérence" qui "fait aujourd'hui encore figure de référence par les qualités d'habitat qu'il propose dans un lieu maintenant situé en pleine ville."
Il contribue également à l'édification de la Genève internationale en livrant le premier bâtiment de l'Union internationale des télécommunications (UIT), inauguré en 1962, ainsi que le deuxième bâtiment de l'UIT, la tour pentagonale, qu'il édifie, en collaboration avec son fils Didier, sur le modèle de l’Alcoa building de Pittsburgh,.
Il est membre, de 1945 à 1970, de la Commission des monuments et sites de l’État de Genève et membre de la Commission d'urbanisme du gouvernement genevois de 1945 à 1970. À ce titre, il figure, avec Arnold Hoechel, Albert Bodmer, Ernest Martin et Joseph-Marc Saugey, parmi les auteurs du Rapport de la Commission d’étude pour le développement de Genève, publié en 1948.
L'inventaire de ses travaux, déposés aux Archives d'architecture de Genève (Université de Genève, puis Haute école du paysage, d'ingénierie et d'architecture de Genève), est en ligne.